# 缅甸最高法院

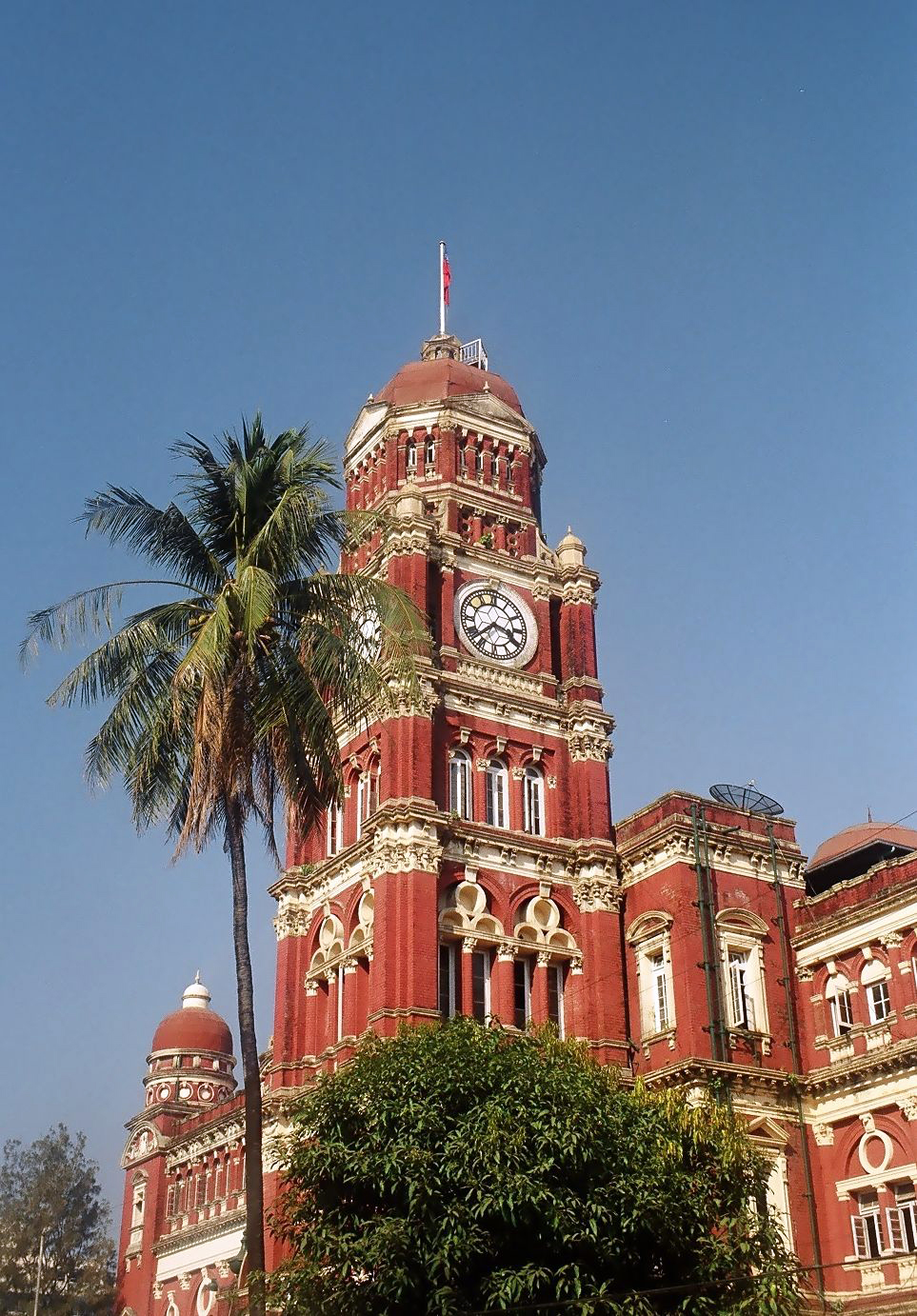
位於仰光的原最高法院大楼

缅甸联邦共和国最高法院（英語：Supreme Court of the Republic of the Union of Myanmar）为缅甸最高级别的司法机构。缅甸最高法院所在地原位于仰光市皎德達鎮區。2006年，最高法院迁往新首都内比都。
最高法院的职能由缅甸宪法所规定。现有法官11人。现任最高法院院长吞吞烏，2011年3月30日上任。